# ثريا ملحس
ثريا عبد الفتاح محمد عبد الرحمن ملحس (1924 -2013) أديبة وشاعرة وباحثة وأستاذة جامعية.

## ولادتها ونشأتها
ولدت ثريا عبد الفتاح ملحس في عمان عام 1924. أبوها هو عبد الفتاح محمد بن عبد الرحمن ملحس وأمها شركسية هي حاج خان لمبز. سكنت أسرتها في عمان قبل تأسيس إمارة شرق الأردن  حيث تلقت علومها الابتدائية والثانوية قبل أن تستكملها في القدس في الكلية الإنكليزية. تابعت دراساتها الجامعية في بيروت ولندن. التحقت بالجامعة الأمريكية في بيروت، وحصلت منها على شهادة البكالوريوس في الأدب واللغة العربيين سنة 1947، بدرجة أولى مع مرتبة الشرف. وفي سنة 1951، نالت شهادة الماجستير مجدداً من الجامعة الأمريكية في بيروت بدرجة أولى شرف. كان موضوع رسالتها «أدب الروح عند العرب». وقد نشرت هذه الرسالة سنة 1964 بعد تنقيحها وتعديلها بعنوان: «القيم الروحية في الشعر العربي قديمه وحديثه.».

## سيرتها العملية
التحقت بكلية بيروت الجامعية للبنات للتدريس فيها سنة 1952. وبعدها تابعت دراستها في جامعة لندن، قسم الدراسات الشرقية الإفريقية. وفي سنة 1970، رشحت للدكتوراه في الجامعة اليسوعية ببيروت (جامعة القديس يوسف)، كلية الآداب والعلوم الإنسانية، قسم اللغة العربية وآدابها، فضلا عن تفرغها للتدريس، وسجلت أطروحتها بعنوان: كشاجم، عصره، سيرته، آثاره.
ما يجدر ذكره أن هذا الشاعر والعالم-كشاجم كان مغموراً لدي الجميع، ولم يكتب أحد عنه سوي سطرين أو بضعة أسطر، ولكن الباحثة ملحس خرجت من أطروحتها بألف وسبعمئة صفحة بخط يدها. وفي سنة 1981، نالت شهادة الدكتوراه الدولية (فئة اولي) من جامعة القديس يوسف (اليسوعية) ببيروت، وأصبح عنوان الاطروحة: محمود بن الحسين المعروف بأبي الفتح كشاجم البغدادي في اثاره وآثار الدارسين. وفي سنة 1989، حصلت علي رتبة أستاذ (بروفيسور). وانتقلت من التدريس الي الاشراف علي اطروحات الماجستير والدكتوراه بالجامعة اللبنانية. وفي سنة 1994 صدر مرسوم لها من الجامعة بتمديد عام دراسي واحد لمتابعة الاشراف على أطروحات الدكتوراه بالجامعة نفسها، ولكنها اعتذرت.

## مؤلفاتها
تربو مؤلفاتها المنشورة على الأربعين، وهي تشتمل على كتب عن تاريخ الأدب العربي إضافة إلى دراسات قصيرة ودواوين شعرية.

### كتبها
- منهج البحوث العلمية للطلاب الجامعيين
- مدخل إلى أدب العصر الأموي. 448 ص. الشركة العالمية للكتاب . بيروت. 1989.
- حزب الشيعة في أدب العصر الأموي. 512 ص. الشركة العالمية للكتاب . بيروت. 1990.
- حزب الخوارج في أدب العصر الأموي. الشركة العالمية للكتاب. بيروت. 1990.
- ميخائيل نعيمة الاديب الصوفي. الشركة العالمية للكتاب. بيروت. 1990.
- المرابطون اللمتونيون. الشركة العالمية للكتاب. بيروت. 1990.
- دفاع في طريق المعلقة وطرفة بن العبد. الشركة العالمية للكتاب. بيروت. 1990.
- المعلم خليل بن أحمد الفراهيدي البصري. الشركة العالمية للكتاب. بيروت. 1990.
- القيم الروحية في الشعر العربي حتى منتصف القرن العشرين. بيروت. 1965.

### أعمالها الشعرية
- النشيد التائه (بيروت، 1949م).
- قربان (بيروت، 1952م).
- أناشيد ومجامر (المرحلة الأولى 1946-1956م).
- ملحمة الإنسان. ديوان جمع عناوين مجموعتها الشعرية. اشتمل على العناوين التالية: مع الله، مع الوطن، مع النفس، مع الماضي، مع البشر. (بيروت، 1961م).
- محاجر في الكهوف (بيروت، 1961م).
- خبأنا الصواريخ في الهياكل (بيروت، 1968م).
- ألوان / مختارات شعرية تصف فن الكتابة (بيروت، 1959م).

### الدراسات
- أبعاد المعري (بيروت، 1962م).
- ميخائيل نعيمة الأديب الصوفي (بيروت، 1968م).
- المرأة العربية والروح النضالية (بيروت، 1968م).
- الأدب الفلسطيني في المعركة (بيروت، 1970م).

### أعمالها الأخرى
- عشر ملحنات، سيمفونيات / مقالات (بيروت، 1960م).
- العقدة السابعة. قصص (بيروت، 1962م).
- عشر نفوس قلقة / مقالات (بيروت، 1968م).
- أضواء جديدة على المعلقات.

## وفاتها
توفيت الدكتورة ثريا ملحس في العاصمة الأردنية عمان، يوم السبت 23 فبراير 2013م.